# Édouard Deldevez
Édouard Deldevez (París, Francia, 31 de mayo de 1817 - 6 de noviembre de 1897) fue un violinista, compositor y director de orquesta francés.
Ingresó en el Conservatorio de París en 1825, en el que fue alunmno de Habeneck en los estudios de violín, de Halévy en contrapunto y de Berton en composición. En 1859 asumió el cargo de subdirector de la orquesta de los conciertos en el Conservatorio, ascendiendo a director en 1872 al jubilarse Haini.
Compuso la sinfonía Robert Buce, y las partituras de los Valses Eucharis, Mazarina, Paquita, Vert-Vert y de la ópera Le violon enchanté, una Missa ejecutada en los conciertos del Conservatorio; algunos himnos a tres voces, como los titulados Fons amoris y Jamm solis, In noctis umbra, O splendor, y las obras La notation de la musique classique comparée à la notation de la musique moderne et l'éxecution des petites notes en géneral, Principes des intervalles et des accords, Réalisation des 'partimenti' de Fenaroli Oewres des violinistes célèbres, Transcriptions et réalisations d'oeuvres anciennes, Cantate, ejecutada en la ópera el 15 de febrero de 1853, y la obra de carácter tècnico titulada Curiosités musicales, notes analyses, interpretation de certaines particularités contenues dans les oeuvres des grands maîtres (París, 1873), libro destinado a los maestros directores, tanto profanos como sacros.